# Galatasaray Istanbul/Saison 1994/95
Die Saison 1994/95 von Galatasaray Istanbul war die 87. Saison in der Vereinsgeschichte und die 37. Saison in der türkischen Liga, der 1. Lig. Der Klub beendete die Saison auf dem 3. Platz. In der Türkiye Kupası verlor Galatasaray Istanbul im Endspiel gegen Trabzonspor. In der UEFA Champions League schieden die Gelb-Roten in der Gruppenphase aus.

## Personalien

### Kader
| Nat.               | Name               | Geburtsdatum  | im Verein seit | vorheriger Verein     |
| Torhüter           | Torhüter           | Torhüter      | Torhüter       | Torhüter              |
| ------------------ | ------------------ | ------------- | -------------- | --------------------- |
| Turkei             | Nezih Ali Boloğlu  | 4. Aug. 1964  | 1990           | Gençlerbirliği Ankara |
| Turkei Deutschland | Ahmet Bulut        | 4. Juli 1969  | 1993           | FC Brüttisellen       |
| Litauen            | Gintaras Staučė    | 24. Dez. 1969 | 1994           | Spartak Moskau        |
| Abwehr             |                    |               |                |                       |
| Turkei             | Sedat Balkanlı     | 15. Jan. 1965 | 1994           | Bursaspor             |
| Turkei             | Bekir Gür          | 11. Jan. 1972 | 1994           | Turgutluspor          |
| Turkei             | Bülent Korkmaz     | 24. Nov. 1968 | 1987           | eigene Jugend         |
| Turkei             | Mert Korkmaz       | 16. Aug. 1971 | 1990           | eigene Jugend         |
| Turkei             | Feti Okuroğlu      | 5. Aug. 1971  | 1994           | Bursaspor             |
| Turkei             | Ergün Penbe        | 17. Mai 1972  | 1993           | Gençlerbirliği Ankara |
| Turkei             | Yusuf Tepekule     | 15. Jan. 1968 | 1993           | Karşıyaka SK          |
| Turkei             | Hakan Ünsal        | 14. Mai 1973  | 1994           | Kardemir Karabükspor  |
| Mittelfeld         |                    |               |                |                       |
| Turkei             | Osman Akyol        | 1. Sep. 1969  | 1994           | Samsunspor            |
| Turkei             | Muhammed Altıntaş  | 30. März 1964 | 1986           | Edirnespor            |
| Turkei             | Okan Buruk         | 19. Okt. 1973 | 1991           | eigene Jugend         |
| Turkei             | Hamza Hamzaoğlu    | 15. Jan. 1970 | 1991           | İzmirspor             |
| Turkei             | İlyas Kahraman     | 31. März 1976 | 1994           | eigene Jugend         |
| Turkei             | Suat Kaya          | 26. Aug. 1967 | 1992           | Konyaspor             |
| Turkei             | Tugay Kerimoğlu    | 24. Aug. 1970 | 1987           | eigene Jugend         |
| Simbabwe           | Norman Mapeza      | 12. Apr. 1972 | 1994           | Sokół Pniewy          |
| Turkei             | Uğur Tütüneker     | 2. Aug. 1963  | 1986           | FC Bayern München     |
| Angriff            |                    |               |                |                       |
| Turkei             | Arif Erdem         | 2. Jan. 1972  | 1991           | Zeytinburnuspor U21   |
| Turkei             | Erdal Keser        | 20. Juni 1961 | 1989           | Sarıyer SK            |
| Turkei             | Saffet Sancaklı    | 27. Feb. 1966 | 1994           | Bursaspor             |
| Turkei             | Hakan Şükür        | 1. Sep. 1971  | 1992           | Bursaspor             |
| Schweiz Turkei     | Kubilay Türkyılmaz | 4. März 1967  | 1993           | FC Bologna            |

#### Transfers
| Zugänge | Abgänge |
| --- | --- |
| Sommer 1994 - Osman Akyol (Samsunspor) - Sedat Balkanlı (Bursaspor) - Fatih Çerçi (eigene Jugend) - Bekir Gür (Turgutluspor) - Cem Koşanoğlu (Sakaryaspor) - Mustafa Külle (eigene Jugend) - Stevica Kuzmanovski (Kocaelispor) - Norman Mapeza (Sokół Pniewy) - Feti Okuroğlu (Bursaspor) - Ergün Penbe (Gençlerbirliği Ankara) - Saffet Sancaklı (Kocaelispor) - İsmail Şenyüz (eigene Jugend) - Bülent Şimşek (eigene Jugend) - Gintaras Staučė (Spartak Moskau) - Tamer Tuna (eigene Jugend) - Hakan Ünsal (Karabükspor) Winter 1994/95 - İlyas Kahraman (eigene Jugend) | Sommer 1994 - Yusuf Altıntaş (Kocaelispor) - Cihat Arslan (Kocaelispor) a. - Benhur Babaoğlu (Antalyaspor) a. - Fatih Çerçi (Diyarbakırspor) a. - İsmail Demiriz (Karriere beendet) - Hayrettin Demirbaş (Vanspor) a. - Falko Götz (1. FC Saarbrücken) - Cengizhan Hınçal (Kocaelispor) - Mustafa Kocabey (Kocaelispor) - Cem Koşanoğlu (Petrol Ofisi SK) a. - Mustafa Külle (Tarsus İdman Yurdu) a. - Stevica Kuzmanovski (Antalyaspor) - Roger Ljung (MSV Duisburg) - İsmail Şenyüz (Antalyaspor) a. - Bülent Şimşek (Diyarbakırspor) a. - Reinhard Stumpf (1. FC Köln) - Tamer Tuna (Petrol Ofisi SK) a. - Soner Tolungüç (Antalyaspor) a. |

## Spielkleidung
| Heim | Auswärts | Ausweich |

- Ausrüster: Umbro
- Trikotsponsor: Emek Sigorta / Show TV

## Saison
Alle Ergebnisse aus Sicht von Galatasaray Istanbul.
Die Tabelle listet alle 1.-Lig-Spiele des Vereins der Saison 1994/95 auf. Siege sind grün, Unentschieden gelb und Niederlagen rot markiert.

### 1. Lig
| ST | Datum              | Gegner                | Ort                              | Ergebnis  | Tor(e) für Galatasaray Istanbul | Karte(n) für Galatasaray Istanbul                          |
| -- | ------------------ | --------------------- | -------------------------------- | --------- | --- | ---------------------------------------------------------- |
| 01 | 14. August 1994    | Gençlerbirliği Ankara | Ali Sami Yen Stadyumu, Istanbul  | 3:1 (1:0) | 1:0 Sancaklı (15.) 2:1 Erdem (80.), 3:1 Sancaklı (85.)                                                                                  | Mapeza (19.), Kerimoğlu (43.), Balkanlı (80.)              |
| 02 | 20. August 1994    | Petrol Ofisi SK       | 19 Mayıs Stadı, Ankara           | 3:0 (1:0) | 1:0 Türkyılmaz (18.), 2:0 Sancaklı (46.), 3:0 B. Korkmaz (85.)                                                                          | keine                                                      |
| 03 | 28. August 1994    | Altay Izmir           | Ali Sami Yen Stadyumu, Istanbul  | 3:1 (0:0) | 1:0 Şükür (63. Foulelfmeter), 2:0 Sancaklı (66.), 3:1 Şükür (74.)                                                                       | Kerimoğlu (5.), Mapeza (10.)                               |
| 04 | 11. September 1994 | Antalyaspor           | Atatürk Stadı, Antalya           | 5:0 (4:0) | 1:0 Türkyılmaz (15.), 2:0 Sancaklı (17.), 3:0 Şükür (18.), 4:0 Hamzaoğlu (44.), 5:0 Sancaklı (54.)                                      | Tepekule (2.)                                              |
| 05 | 18. September 1994 | Kayserispor           | Ali Sami Yen Stadyumu, Istanbul  | 2:1 (1:1) | 1:0 Balkanlı (23.), 2:1 Sancaklı (75.)                                                                                                  | B. Korkmaz (51.)                                           |
| 06 | 24. September 1994 | Samsunspor            | 19 Mayıs Stadı, Samsun           | 2:2 (1:0) | 1:0 Sancaklı (20.), 2:2 Balkanlı (89.)                                                                                                  | B. Korkmaz (74.), Balkanlı (89.)                           |
| 07 | 2. Oktober 1994    | Beşiktaş Istanbul     | Ali Sami Yen Stadyumu, Istanbul  | 3:1 (0:0) | 1:1 Mapeza (78.), 2:1 Mapeza (84. Foulelfmeter), 3:1 Sancaklı (88.)                                                                     | Penbe (47.), Kuzmanovski (89.)                             |
| 08 | 8. Oktober 1994    | Gaziantepspor         | Kamil Ocak Stadı, Gaziantep      | 2:2 (0:1) | 1:2 Türkyılmaz (75.), 2:2 Şükür (83.)                                                                                                   | keine                                                      |
| 09 | 15. Oktober 1994   | Fenerbahçe Istanbul   | Ali Sami Yen Stadyumu, Istanbul  | 1:1 (0:1) | 1:1 Balkanlı (71.) | Tepekule (68.), Sancaklı (72.)                             |
| 10 | 23. Oktober 1994   | MKE Ankaragücü        | 19 Mayıs Stadı, Ankara           | 1:2 (1:1) | 1:0 Balkanlı (19.) | Buruk (39.), Balkanlı (49.), B. Korkmaz (59.), Erdem (86.) |
| 11 | 29. Oktober 1994   | Denizlispor           | Ali Sami Yen Stadyumu, Istanbul  | 4:0 (1:0) | 1:0 Kaya (22.), 2:0 Sancaklı (75.), 3:0 Kaya (80.), 4:0 Kaya (84.)                                                                      | keine                                                      |
| 12 | 6. November 1994   | Kocaelispor           | İsmetpaşa Stadyumu, İzmit        | 2:0 (1:0) | 1:0 Türkyılmaz (43. Foulelfmeter), 2:0 Türkyılmaz (62.)                                                                                 | Mapeza (55.), Balkanlı (82.)                               |
| 13 | 13. November 1994  | Vanspor               | Ali Sami Yen Stadyumu, Istanbul  | 4:1 (1:0) | 1:0 Türkyılmaz (19.), 2:1 Şükür (55.), 3:1 Sancaklı (73.), 4:1 Balkanlı (76.)                                                           | Sancaklı (66.)                                             |
| 14 | 19. November 1994  | Adana Demirspor       | 5 Ocak Stadı, Adana              | 2:1 (2:0) | 1:0 Şükür (13.), 2:0 Sancaklı (36.) | Penbe (28.)                                                |
| 15 | 27. November 1994  | Trabzonspor           | Ali Sami Yen Stadyumu, Istanbul  | 2:1 (1:1) | 1:0 Sancaklı (25.), 2:1 Şükür (82.) | Balkanlı (12.), Mapeza (58.), Penbe (86.)                  |
| 16 | 3. Dezember 1994   | Bursaspor             | Atatürk Stadı, Bursa             | 1:2 (0:1) | 1:2 Türkyılmaz (89.) | Kaya (52.), Mapeza (70.)                                   |
| 17 | 18. Dezember 1994  | Zeytinburnuspor       | Ali Sami Yen Stadyumu, Istanbul  | 4:0 (1:0) | 1:0 Şükür (3.), 2:0 Sancaklı (50.), 3:0 Sancaklı (65.), 4:0 Türkyılmaz (74.)                                                            | Erdem (69.)                                                |
| 18 | 22. Januar 1995    | Gençlerbirliği Ankara | 19 Mayıs Stadı, Ankara           | 1:3 (0:2) | 1:2 Sancaklı (55. Handelfmeter) | keine                                                      |
| 19 | 29. Januar 1995    | Petrol Ofisi SK       | Ali Sami Yen Stadyumu, Istanbul  | 2:0 (1:0) | 1:0 Sancaklı (17.), 2:0 Kaya (57.) | Tütüneker (47.)                                            |
| 20 | 5. Februar 1995    | Altay Izmir           | Atatürk Stadı, Izmir             | 3:0 (1:0) | 1:0 Kaya (31.), 2:0 Hamzaoğlu (53.), 3:0 Erdem (86.)                                                                                    | M. Korkmaz (86.)                                           |
| 21 | 19. Februar 1995   | Kayserispor           | Atatürk Stadı, Kayseri           | 2:0 (1:0) | 1:0 Sancaktar (10. Eigentor), 2:0 Kaya (59.)                                                                                            | keine                                                      |
| 22 | 26. Februar 1995   | Samsunspor            | Ali Sami Yen Stadyumu, Istanbul  | 0:1 (0:0) | keine | Buruk (24.), Kerimoğlu (28.), Kaya (54.), Okuroğlu (61.)   |
| 23 | 5. März 1995       | Beşiktaş Istanbul     | İnönü Stadı, Istanbul            | 3:2 (1:1) | 1:0 Şükür (3.), 2:1 Şükür (66.), 3:2 Kaya (75.)                                                                                         | Kerimoğlu (39.), Kaya (49.), B. Korkmaz (59.)              |
| 24 | 12. März 1995      | Gaziantepspor         | Ali Sami Yen Stadyumu, Istanbul  | 1:2 (1:2) | 1:2 Hamzaoğlu (36.) | M. Korkmaz (5.), Penbe (36.), Erdem (57.)                  |
| 25 | 15. März 1995      | Antalyaspor           | Ali Sami Yen Stadyumu, Istanbul  | 0:3 (0:2) | keine | Buruk (61.), Kerimoğlu (75.), B. Korkmaz (76.)             |
| 26 | 19. März 1995      | Fenerbahçe Istanbul   | Fenerbahçe Stadı, Istanbul       | 0:3 (0:2) | keine | Staučė (37.), Okuroğlu (56.), Erdem (69.)                  |
| 27 | 25. März 1995      | MKE Ankaragücü        | Ali Sami Yen Stadyumu, Istanbul  | 2:1 (0:0) | 1:0 Sancaklı (47.), 2:1 Balkanlı (72.)                                                                                                  | Sancaklı (37.), Balkanlı (75.)                             |
| 28 | 2. April 1995      | Denizlispor           | Şehir Stadı, Denizli             | 0:0       | keine | Okuroğlu (73.), Mapeza (77.)                               |
| 29 | 9. April 1995      | Kocaelispor           | Ali Sami Yen Stadyumu, Istanbul  | 4:1 (1:1) | 1:0 Şükür (5.), 2:1 Şükür (68.), 3:1 Kaya (85.), 4:1 Şükür (87.)                                                                        | Buruk (84.)                                                |
| 30 | 16. April 1995     | Vanspor               | Vali Mahmut Yılbaş Stadı, Van    | 4:1 (1:0) | 1:0 Şükür (14.), 2:1 Şükür (89.) | Hamzaoğlu (79.), Balkanlı (89.)                            |
| 31 | 29. April 1995     | Adana Demirspor       | Ali Sami Yen Stadyumu, Istanbul  | 3:0 (2:0) | 1:0 Sancaklı (29.), 2:0 Sancaklı (33.), 3:0 Şükür (61.)                                                                                 | Ünsal (53.), Türkyılmaz (65.)                              |
| 32 | 6. Mai 1995        | Trabzonspor           | Hüseyin Avni Aker Stadı, Trabzon | 2:2 (1:1) | 1:0 Sancaklı (6.), 2:2 Şükür (79.) | Mapenza (26.), Kaya (60.), Ünsal (73.)                     |
| 33 | 13. Mai 1995       | Bursaspor             | Ali Sami Yen Stadyumu, Istanbul  | 0:0       | keine | keine                                                      |
| 34 | 21. Mai 1995       | Zeytinburnuspor       | Ali Sami Yen Stadyumu, Istanbul  | 7:3 (1:3) | 1:3 Sancaklı (45.), 2:3 Sancaklı (53.), 3:3 Şükür (70.), 4:3 Türkyılmaz (72.), 5:3 Kerimoğlu (77.), 6:3 Sancaklı (79.), 7:3 Şükür (88.) | Balkanlı (57.), Türkyılmaz (74.)                           |

### Türkiye Kupası
| Runde                   | Datum             | Gegner              | Ort                             | Ergebnis                        | Tor(e) für Galatasaray Istanbul                                                   | Karte(n) für Galatasaray Istanbul                                                    |
| ----------------------- | ----------------- | ------------------- | ------------------------------- | ------------------------------- | --------------------------------------------------------------------------------- | ------------------------------------------------------------------------------------ |
| Achtelfinale            | 30. November 1994 | Petrol Ofisi SK     | 19 Mayıs Stadı, Ankara          | 2:0 (0:0)                       | 1:0 Kaya (53.), 2:0 Kerimoğlu (58.)                                               | keine                                                                                |
| Viertelfinale-Hinspiel  | 18. Januar 1995   | Bursaspor           | Atatürk Stadı, Bursa            | 1:1 (0:1)                       | 1:1 Sancaklı (87. Foulelfmeter)                                                   | Sancaklı (66.), Şükür (67.) Balkanlı (68.), Kerimoğlu (70.), Erdem (78.), Kaya (80.) |
| Viertelfinale-Rückspiel | 25. Januar 1995   | Bursaspor           | Ali Sami Yen Stadyumu, Istanbul | 5:2 (4:1)                       | 1:0 Kaya (2.) 2:0 Sancaklı (17.) 3:1 Buruk (30.), 4:1 Ünsal (40.) 5:1 Erdem (82.) | Mapeza (3.), Ünsal (7.), B. Korkmaz (20.), Kerimoğlu (61.)                           |
| Halbfinale-Hinspiel     | 8. Februar 1995   | Fenerbahçe Istanbul | Fenerbahçe Stadı, Istanbul      | 1:1 (0:0)                       | 1:0 Sancaklı (69.)                                                                | Okuroğlu (26.), Mapeza (32.), Staučė (71.), M. Korkmaz (78.)                         |
| Halbfinale-Rückspiel    | 22. Februar 1995  | Fenerbahçe Istanbul | Ali Sami Yen Stadyumu, Istanbul | 7:6 i. E. (1:1 n. V., 1:1, 0:1) | 1:0 Kaya (52.)                                                                    | B. Korkmaz (25.), Kerimoğlu (107.)                                                   |

#### Finale

##### Hinspiel
| Paarung              | Galatasaray Istanbul – Trabzonspor |
| Ergebnis             | 2:3 (0:1) |
| Datum                | 5. April 1995 um 18:00 Uhr |
| Stadion              | Ali Sami Yen Stadyumu, Istanbul |
| Schiedsrichter       | Mustafa Çulcu (Gönen) |
| Tore                 | 0:1 Hami Mandıralı (11. Temizkanoğlu) 0:2 Schota Arweladse (60. Karaman) 1:2 Sedat Balkanlı (66. Kerimoğlu) 2:2 Tugay Kerimoğlu (84. Foulelfmeter) 2:3 Hami Mandıralı (88. Arweladse) |
| Galatasaray Istanbul | Nezih Ali Boloğlu – Norman Mapeza (75. ), Bülent Korkmaz , Feti Okuroğlu, Sedat Balkanlı – Tugay Kerimoğlu, Suat Kaya, Hamza Hamzaoğlu – Saffet Sancaklı, Hakan Şükür, Arif Erdem (65. ) Ersatzbank: Ahmet Bulut, Bekir Gür, Hakan Ünsal, Uğur Tütüneker (75. ), Okan Buruk (65. ) Cheftrainer: Müfit Erkasap |
| Trabzonspor          | Nihat Tümkaya – Lemi Çelik, Abdullah Ercan, Ogün Temizkanoğlu, Osman Özköylü – Tolunay Kafkas, Ünal Karaman , Orhan Kaynak (72. ) – Hami Mandıralı (89. ), Schota Arweladse, Cengiz Atila Ersatzbank: Ramazan Silin, Hamdi Aslan (89. ), Semavi Uzun (72. ), Mehmet İpek, Ender Taş Cheftrainer: Şenol Güneş  |
| Gelbe Karten         | Okan Buruk (73.) – Lemi Çelik (31.), Orhan Kaynak (56.), Abdullah Ercan (77.), Ünal Karaman (85.) |
| Platzverweise        | Saffet Sancaklı (76.) – keine |

##### Rückspiel
| Paarung              | Trabzonspor – Galatasaray Istanbul |
| Ergebnis             | 1:0 (1:0) |
| Datum                | 12. April 1995 um 18:00 Uhr |
| Stadion              | Hüseyin Avni Aker Stadı, Trabzon |
| Schiedsrichter       | Ayhan Yücebilgiç |
| Tore                 | 1:0 Orhan Kaynak (16. Arweladse) |
| Trabzonspor          | Nihat Tümkaya – Lemi Çelik, Abdullah Ercan, Ogün Temizkanoğlu, Osman Özköylü – Tolunay Kafkas, Ünal Karaman , Cengiz Atila – Orhan Kaynak (80. ), Hami Mandıralı, Schota Arweladse (70. ) Ersatzbank: Ramazan Silin, Hamdi Aslan (80. ), Semavi Uzun, Mehmet İpek, Soner Boz (70. ) Cheftrainer: Şenol Güneş |
| Galatasaray Istanbul | Nezih Ali Boloğlu – Norman Mapeza, Hakan Ünsal, Feti Okuroğlu, Sedat Balkanlı – Tugay Kerimoğlu (55. ), Suat Kaya, Okan Buruk, Yusuf Tepekule (64. ) – Hakan Şükür, Arif Erdem Ersatzbank: Gintaras Staučė, Bekir Gür, Ergün Penbe (55. ), Uğur Tütüneker (64. ), Hamza Hamzaoğlu Cheftrainer: Müfit Erkasap |
| Gelbe Karten         | Orhan Kaynak (20.), Osman Özköylü (48.) – Norman Mapeza (30.), Hakan Ünsal (50.) |

### UEFA Champions League
| Runde                   | Datum              | Gegner            | Ort                                 | Ergebnis  | Tor(e) für Galatasaray Istanbul                                                             | Karte(n) für Galatasaray Istanbul |
| ----------------------- | ------------------ | ----------------- | ----------------------------------- | --------- | ------------------------------------------------------------------------------------------- | --------------------------------- |
| Qualifikation-Hinspiel  | 10. August 1994    | FC Avenir Beggen  | Stade Henri Dunant, Luxemburg-Stadt | 5:1 (1:0) | 1:0 Türkyılmaz (30.), 2:0 Sancaklı (35.), 3:1 Şükür (69.), 4:1 Erdem (76.), 5:1 Erdem (89.) | keine                             |
| Qualifikation-Rückspiel | 24. August 1994    | FC Avenir Beggen  | Atatürk Stadı, Izmir                | 4:0 (0:0) | 1:0 Şükür (52.), 2:0 Sancaklı (64.), 3:0 Şükür (70.), 4:0 Şükür (83. Foulelfmeter)          | keine                             |
| Gruppenphase            | 14. September 1994 | FC Barcelona      | Camp Nou, Barcelona                 | 1:2 (1:1) | 1:0 Türkyılmaz (14.)                                                                        | Sancaklı (35.)                    |
| Gruppenphase            | 28. September 1994 | Manchester United | Ali Sami Yen Stadyumu, Istanbul     | 0:0       | keine                                                                                       | Erdem (81.)                       |
| Gruppenphase            | 19. Oktober 1994   | IFK Göteborg      | Gamla Ullevi, Göteborg              | 0:1 (0:0) | keine                                                                                       | Mapeza (32.), Balkanlı (83.)      |
| Gruppenphase            | 2. November 1994   | IFK Göteborg      | Ali Sami Yen Stadyumu, Istanbul     | 0:1 (0:0) | keine                                                                                       | Sancaklı (57.)                    |
| Gruppenphase            | 23. November 1994  | FC Barcelona      | Ali Sami Yen Stadyumu, Istanbul     | 2:1 (1:0) | 1:1 Şükür (72. Foulelfmeter), 2:1 Erdem (88.)                                               | Mapeza (33.), Buruk (77.)         |
| Gruppenphase            | 7. Dezember 1994   | Manchester United | Old Trafford, Manchester            | 0:4 (0:2) | keine                                                                                       | Türkyılmaz (90.)                  |

### Başbakanlık Kupası
| Fenerbahçe Istanbul                                  | Fenerbahçe Istanbul | Galatasaray Istanbul | Galatasaray Istanbul |
| ---------------------------------------------------- | --- | --- | -------------------- |
| Fenerbahçe Istanbul                                  | \| 25. Mai 1995 um 19:00 Uhr in Ankara (19 Mayıs Stadı) \| \| Ergebnis: 1:1 n. V. (0:0), 2:3 i. E. \| \| Schiedsrichter: Oğuz Sarvan \| \| Spielbericht \|                                                                                                | \| 25. Mai 1995 um 19:00 Uhr in Ankara (19 Mayıs Stadı) \| \| Ergebnis: 1:1 n. V. (0:0), 2:3 i. E. \| \| Schiedsrichter: Oğuz Sarvan \| \| Spielbericht \|                                                                                  | Galatasaray Istanbul |
| Fenerbahçe Istanbul                                  | Rüştü Reçber – Uche Okechukwu, Emre Aşık (46. Semih Yuvakuran), İlker Yağcıoğlu, Müjdat Yetkiner – Kemalettin Şentürk, Bülent Uygun (98. Ali Nail Durmuş), Aygün Taşkıran, Oğuz Çetin – Feyyaz Uçar, Aykut Kocaman Cheftrainer: Tomislav Ivić ( Kroatien) | Gintaras Staučė – Hakan Ünsal, Feti Okuroğlu, Bülent Korkmaz, Mert Korkmaz – Yusuf Tepekule, Suat Kaya (64. Uğur Tütüneker), Kubilay Türkyılmaz, Tugay Kerimoğlu , Okan Buruk (70. Arif Erdem) – Saffet Sancaklı Cheftrainer: Müfit Erkasap | Galatasaray Istanbul |
| Fenerbahçe Istanbul                                  | 1:1 Kemalettin Şentürk (115. Taşkıran) | 0:1 Kubilay Türkyılmaz (93. Erdem) | Galatasaray Istanbul |
| Fenerbahçe Istanbul                                  | Elfmeterschießen | | Galatasaray Istanbul |
| Fenerbahçe Istanbul                                  | 1:0 Aykut Kocaman Gintaras Staučė hält gegen Feyyaz Uçar 2:1 Ali Nail Durmuş Gintaras Staučė hält gegen Kemalettin Şentürk Gintaras Staučė hält gegen Oğuz Çetin                                                                                          | Kubilay Türkyılmaz schießt über das Tor 1:1 Tugay Kerimoğlu Rüştü Reçber hält gegen Feti Okuroğlu 2:2 Mert Korkmaz 2:3 Saffet Sancaklı | Galatasaray Istanbul |
| Fenerbahçe Istanbul                                  | Bülent Uygun (22.) | Suat Kaya (15.), Okan Buruk (22.), Hakan Ünsal (109.), Kubilay Türkyılmaz (120.) | Galatasaray Istanbul |
| 25. Mai 1995 um 19:00 Uhr in Ankara (19 Mayıs Stadı) | | |                      |
| Ergebnis: 1:1 n. V. (0:0), 2:3 i. E.                 | | |                      |
| Schiedsrichter: Oğuz Sarvan                          | | |                      |
| Spielbericht                                         | | |                      |

### TSYD Kupası
| Datum          | Gegner              | Ort                        | Ergebnis  | Tor(e) für Galatasaray Istanbul                                                | Karte(n) für Galatasaray Istanbul              |
| -------------- | ------------------- | -------------------------- | --------- | ------------------------------------------------------------------------------ | ---------------------------------------------- |
| 3. August 1994 | Fenerbahçe Istanbul | Fenerbahçe Stadı, Istanbul | 3:4 (1:1) | 1:1 Balkanlı (36.), 2:2 Kaya (71.), 2:3 Erdem (75.)                            | Mapeza (29.), Kuzmanovski (78.), Erdem (84.)   |
| 5. August 1994 | Beşiktaş Istanbul   | İnönü Stadı, Istanbul      | 4:2 (2:1) | 1:0 Sancaklı (41.), 2:1 Tepekule (45.), 3:1 Sancaklı (65.), 4:2 Sancaklı (90.) | Balkanlı (32.), Kuzmanovski (40.), Buruk (85.) |

## Statistiken

### Teamstatistik
| Wettbewerb            | Punkte | daheim | daheim | daheim | daheim | daheim | auswärts | auswärts | auswärts | auswärts | auswärts | Gesamt | Gesamt | Gesamt | Gesamt | Gesamt | Tordifferenz |
| Wettbewerb            | Punkte | Sp     | G      | U      | N      | TV     | Sp       | G        | U        | N        | TV       | Sp     | G      | U      | N      | TV     | Tordifferenz |
| --------------------- | ------ | ------ | ------ | ------ | ------ | ------ | -------- | -------- | -------- | -------- | -------- | ------ | ------ | ------ | ------ | ------ | ------------ |
| 1. Lig                | 69     | 17     | 12     | 2      | 3      | 38:15  | 17       | 9        | 4        | 4        | 38:23    | 34     | 21     | 6      | 7      | 76:38  | +38          |
| Türkiye Kupası        | –      | 3      | 1      | 1      | 1      | 8:6    | 4        | 1        | 2        | 1        | 4:3      | 7      | 2      | 3      | 2      | 12:9   | +3           |
| UEFA Champions League | –      | 4      | 2      | 1      | 1      | 6:2    | 4        | 1        | 0        | 3        | 6:8      | 8      | 3      | 1      | 4      | 12:10  | +2           |
| Gesamt                | 69     | 24     | 15     | 4      | 5      | 52:23  | 25       | 11       | 6        | 8        | 28:15    | 49     | 26     | 10     | 13     | 100:57 | +43          |

### Saisonverlauf
| Spieltag | 1 | 2 | 3 | 4 | 5 | 6 | 7 | 8 | 9 | 10 | 11 | 12 | 13 | 14 | 15 | 16 | 17 | 18 | 19 | 20 | 21 | 22 | 23 | 24 | 25 | 26 | 27 | 28 | 29 | 30 | 31 | 32 | 33 | 34 |
| -------- | - | - | - | - | - | - | - | - | - | -- | -- | -- | -- | -- | -- | -- | -- | -- | -- | -- | -- | -- | -- | -- | -- | -- | -- | -- | -- | -- | -- | -- | -- | -- |
| Spielort | H | A | H | A | H | A | H | A | H | A  | H  | A  | H  | A  | H  | A  | H  | A  | H  | A  | H  | A  | H  | A  | H  | A  | H  | A  | H  | A  | H  | A  | H  | A  |
| Resultat | S | S | S | S | S | U | S | U | U | N  | S  | S  | S  | S  | S  | N  | S  | N  | S  | S  | N  | S  | N  | S  | N  | N  | S  | U  | S  | S  | S  | U  | U  | S  |
| Platz    | 4 | 2 | 3 | 2 | 2 | 1 | 1 | 1 | 2 | 2  | 2  | 2  | 2  | 2  | 1  | 1  | 1  | 2  | 2  | 2  | 2  | 2  | 2  | 2  | 3  | 4  | 3  | 3  | 3  | 3  | 3  | 3  | 3  | 3  |

Quelle: https://www.weltfussball.de/spielplan/tur-sueperlig-1994-1995
Legende: Spielort: H = Heim; A = Auswärts. Resultat: S = Sieg; U = Unentschieden; N = Niederlage

### Spielerstatistiken
| Spieler             | 1. Lig   | 1. Lig | 1. Lig      | 1. Lig     | Türkiye Kupası/Başbakanlık Kupası | Türkiye Kupası/Başbakanlık Kupası | Türkiye Kupası/Başbakanlık Kupası | Türkiye Kupası/Başbakanlık Kupası | UEFA Champions League | UEFA Champions League | UEFA Champions League | UEFA Champions League | TSYD Kupası | TSYD Kupası | TSYD Kupası | TSYD Kupası | Total    | Total | Total       | Total      |
| Spieler             | Einsätze | Tore   | Gelbe Karte | Rote Karte | Einsätze                          | Tore                              | Gelbe Karte                       | Rote Karte                        | Einsätze              | Tore                  | Gelbe Karte           | Rote Karte            | Einsätze    | Tore        | Gelbe Karte | Rote Karte  | Einsätze | Tore  | Gelbe Karte | Rote Karte |
| ------------------- | -------- | ------ | ----------- | ---------- | --------------------------------- | --------------------------------- | --------------------------------- | --------------------------------- | --------------------- | --------------------- | --------------------- | --------------------- | ----------- | ----------- | ----------- | ----------- | -------- | ----- | ----------- | ---------- |
| Osman Akyol         | 8        | 0      | 0           | 0          | 1                                 | 0                                 | 0                                 | 0                                 | 4                     | 0                     | 0                     | 0                     | 0           | 0           | 0           | 0           | 13       | 0     | 0           | 0          |
| Muhammed Altıntaş   | 0        | 0      | 0           | 0          | 0                                 | 0                                 | 0                                 | 0                                 | 0                     | 0                     | 0                     | 0                     | 0           | 0           | 0           | 0           | 0        | 0     | 0           | 0          |
| Cihat Arslan        | 0        | 0      | 0           | 0          | 0                                 | 0                                 | 0                                 | 0                                 | 1                     | 0                     | 0                     | 0                     | 0           | 0           | 0           | 0           | 1        | 0     | 0           | 0          |
| Sedat Balkanlı      | 24       | 6      | 6           | 1          | 5                                 | 1                                 | 1                                 | 0                                 | 7                     | 0                     | 1                     | 0                     | 2           | 1           | 1           | 0           | 38       | 8     | 9           | 1          |
| Nezih Ali Boloğlu   | 7        | 0      | 0           | 0          | 2                                 | 0                                 | 0                                 | 0                                 | 2                     | 0                     | 0                     | 0                     | 0           | 0           | 0           | 0           | 11       | 0     | 0           | 0          |
| Ahmet Bulut         | 0        | 0      | 0           | 0          | 0                                 | 0                                 | 0                                 | 0                                 | 0                     | 0                     | 0                     | 0                     | 0           | 0           | 0           | 0           | 0        | 0     | 0           | 0          |
| Okan Buruk          | 20       | 0      | 4           | 0          | 6                                 | 1                                 | 2                                 | 0                                 | 2                     | 0                     | 1                     | 0                     | 1           | 0           | 1           | 0           | 29       | 1     | 8           | 0          |
| Hayrettin Demirbaş  | 0        | 0      | 0           | 0          | 0                                 | 0                                 | 0                                 | 0                                 | 0                     | 0                     | 0                     | 0                     | 2           | 0           | 0           | 0           | 2        | 0     | 0           | 0          |
| Arif Erdem          | 32       | 2      | 4           | 0          | 8                                 | 1                                 | 1                                 | 0                                 | 8                     | 3                     | 1                     | 0                     | 2           | 1           | 1           | 0           | 50       | 7     | 7           | 0          |
| Bekir Gür           | 7        | 0      | 0           | 0          | 0                                 | 0                                 | 0                                 | 0                                 | 1                     | 0                     | 0                     | 0                     | 0           | 0           | 0           | 0           | 8        | 0     | 0           | 0          |
| Hamza Hamzaoğlu     | 25       | 3      | 1           | 0          | 3                                 | 0                                 | 0                                 | 0                                 | 7                     | 0                     | 0                     | 0                     | 2           | 0           | 0           | 0           | 37       | 3     | 1           | 0          |
| İlyas Kahraman      | 2        | 0      | 0           | 0          | 0                                 | 0                                 | 0                                 | 0                                 | 0                     | 0                     | 0                     | 0                     | 0           | 0           | 0           | 0           | 2        | 0     | 0           | 0          |
| Suat Kaya           | 27       | 8      | 4           | 0          | 8                                 | 3                                 | 2                                 | 0                                 | 5                     | 0                     | 0                     | 0                     | 1           | 1           | 0           | 0           | 41       | 12    | 6           | 0          |
| Tugay Kerimoğlu     | 23       | 1      | 5           | 0          | 7                                 | 2                                 | 3                                 | 0                                 | 7                     | 0                     | 0                     | 0                     | 2           | 0           | 0           | 0           | 39       | 3     | 8           | 0          |
| Bülent Korkmaz      | 31       | 1      | 4           | 1          | 7                                 | 0                                 | 2                                 | 0                                 | 8                     | 0                     | 0                     | 0                     | 2           | 0           | 0           | 0           | 48       | 1     | 6           | 1          |
| Mert Korkmaz        | 20       | 0      | 2           | 0          | 5                                 | 0                                 | 0                                 | 1                                 | 6                     | 0                     | 0                     | 0                     | 1           | 0           | 0           | 0           | 32       | 0     | 2           | 1          |
| Stevica Kuzmanovski | 7        | 0      | 1           | 0          | 0                                 | 0                                 | 0                                 | 0                                 | 1                     | 0                     | 0                     | 0                     | 2           | 0           | 2           | 0           | 10       | 0     | 3           | 0          |
| Norman Mapeza       | 26       | 2      | 8           | 0          | 5                                 | 0                                 | 3                                 | 0                                 | 7                     | 0                     | 2                     | 0                     | 2           | 0           | 1           | 0           | 40       | 2     | 14          | 0          |
| Feti Okuroğlu       | 14       | 0      | 3           | 0          | 7                                 | 0                                 | 1                                 | 0                                 | 0                     | 0                     | 0                     | 0                     | 0           | 0           | 0           | 0           | 21       | 0     | 4           | 0          |
| Ergün Penbe         | 14       | 0      | 3           | 1          | 2                                 | 0                                 | 0                                 | 0                                 | 3                     | 0                     | 0                     | 0                     | 0           | 0           | 0           | 0           | 19       | 0     | 3           | 1          |
| Saffet Sancaklı     | 32       | 24     | 3           | 0          | 6                                 | 3                                 | 1                                 | 1                                 | 6                     | 2                     | 2                     | 0                     | 2           | 3           | 0           | 0           | 46       | 32    | 6           | 1          |
| Gintaras Staučė     | 27       | 0      | 1           | 0          | 6                                 | 0                                 | 1                                 | 0                                 | 6                     | 0                     | 0                     | 0                     | 0           | 0           | 0           | 0           | 39       | 0     | 2           | 0          |
| Hakan Şükür         | 33       | 19     | 0           | 0          | 7                                 | 0                                 | 1                                 | 0                                 | 8                     | 5                     | 0                     | 0                     | 2           | 0           | 0           | 0           | 50       | 24    | 1           | 0          |
| Yusuf Tepekule      | 18       | 0      | 2           | 0          | 6                                 | 0                                 | 0                                 | 0                                 | 6                     | 0                     | 0                     | 0                     | 2           | 1           | 0           | 0           | 32       | 1     | 2           | 0          |
| Kubilay Türkyılmaz  | 21       | 9      | 2           | 0          | 2                                 | 1                                 | 1                                 | 0                                 | 7                     | 2                     | 1                     | 0                     | 2           | 0           | 0           | 0           | 32       | 12    | 4           | 0          |
| Uğur Tütüneker      | 10       | 0      | 1           | 0          | 7                                 | 0                                 | 0                                 | 0                                 | 1                     | 0                     | 0                     | 0                     | 0           | 0           | 0           | 0           | 18       | 0     | 1           | 0          |
| Hakan Ünsal         | 12       | 0      | 2           | 0          | 4                                 | 1                                 | 3                                 | 0                                 | 1                     | 0                     | 0                     | 0                     | 1           | 0           | 0           | 0           | 18       | 1     | 5           | 0          |